# 多夫赫 (瓦西里基夫卡市鎮)
48°7′14″N 35°54′19″E / 48.12056°N 35.90528°E
多夫赫（烏克蘭語：Довге）是位於烏克蘭中部的村莊，由第聶伯羅彼得羅夫斯克州錫內利尼科韋區瓦西里基夫卡市鎮負責管轄。該村處於上捷爾薩河左岸，距離希羅凱2公里，2001年人口27。